# Phép xấp xỉ
Phép xấp xỉ là bất cứ thứ gì tương tự có chủ ý nhưng không chính xác bằng thứ khác.

## Cách sử dụng
Thuật ngữ này có thể được áp dụng cho các thuộc tính khác nhau (ví dụ: giá trị, số lượng, hình ảnh, mô tả) gần, nhưng không chính xác; tương tự, nhưng không hoàn toàn giống nhau (ví dụ: thời gian gần đúng là 10 giờ).
Mặc dù phép tính gần đúng thường được áp dụng cho các con số, nhưng nó cũng thường được áp dụng cho những thứ như hàm toán học, hình dạng và các định luật vật lý.
Trong khoa học, phép tính gần đúng có thể đề cập đến việc sử dụng một quy trình hoặc mô hình đơn giản hơn khi mô hình chính xác khó sử dụng. Một mô hình gần đúng được sử dụng để làm cho tính toán dễ dàng hơn. Xấp xỉ cũng có thể được sử dụng nếu thông tin không đầy đủ ngăn chặn việc sử dụng các biểu diễn chính xác.
Loại xấp xỉ được sử dụng phụ thuộc vào thông tin có sẵn, mức độ chính xác cần thiết, độ nhạy của vấn đề đối với dữ liệu này và mức tiết kiệm (thường là theo thời gian và nỗ lực) có thể đạt được bằng cách xấp xỉ.

## Toán học
Lý thuyết xấp xỉ là một nhánh của toán học, một phần định lượng của phân tích chức năng. Xấp xỉ Diophantine liên quan đến xấp xỉ các số thực bằng số hữu tỷ. Xấp xỉ thường xảy ra khi một hình thức chính xác hoặc một số chính xác không xác định hoặc khó lấy được. Tuy nhiên, một số hình thức đã biết có thể tồn tại và có thể đại diện cho hình thức thực để không tìm thấy độ lệch đáng kể. Nó cũng được sử dụng khi một số vô tỷ, chẳng hạn như số π, thường được rút ngắn thành 3,14159, hoặc √2 rút gọn thành 1,414.
Các phép tính gần đúng số đôi khi xuất phát từ việc sử dụng một số lượng nhỏ các chữ số có nghĩa. Các tính toán có khả năng liên quan đến sai số làm tròn dẫn đến xấp xỉ. Bảng nhật ký, quy tắc trượt và máy tính tạo ra câu trả lời gần đúng cho tất cả trừ các phép tính đơn giản nhất. Các kết quả tính toán trên máy tính thường là một xấp xỉ được biểu thị bằng một số chữ số có nghĩa, mặc dù chúng có thể được lập trình để tạo ra kết quả chính xác hơn. Xấp xỉ có thể xảy ra khi một số thập phân không thể được biểu thị bằng một số hữu hạn các chữ số nhị phân.
Liên quan đến xấp xỉ các hàm là giá trị tiệm cận của hàm, tức là giá trị dưới dạng một hoặc nhiều tham số của hàm trở nên lớn tùy ý. Ví dụ: tổng vô hạn (k/2) + (k/4) + (k/8) +... (k/2^n) tiệm cận sẽ bằng k. Thật không may, không có ký hiệu nhất quán nào được sử dụng trong toán học và một số văn bản sẽ sử dụng ≈ có nghĩa là xấp xỉ bằng nhau và ~ có nghĩa là không có tiệm cận trong khi các văn bản khác sử dụng các ký hiệu theo cách khác.
Một ví dụ khác, để tăng tốc độ hội tụ của các thuật toán tiến hóa, phép tính gần đúng thể lực đã đưa ra mô hình của hàm fitness để chọn các bước tìm kiếm thông minh, là một giải pháp tốt.

## Khoa học
Xấp xỉ phát sinh tự nhiên trong các thí nghiệm khoa học. Các dự đoán của một lý thuyết khoa học có thể khác với các phép đo thực tế. Điều này có thể là do có những yếu tố trong tình huống thực tế không được bao gồm trong lý thuyết. Ví dụ, các tính toán đơn giản có thể không bao gồm ảnh hưởng của sức cản không khí. Trong những trường hợp này, lý thuyết là một sự gần đúng với thực tế. Sự khác biệt cũng có thể phát sinh do những hạn chế trong kỹ thuật đo lường. Trong trường hợp này, phép đo là một giá trị gần đúng với giá trị thực tế.
Lịch sử khoa học cho thấy các lý thuyết và luật trước đó có thể là xấp xỉ với một số bộ luật sâu hơn. Theo nguyên tắc tương ứng, một lý thuyết khoa học mới sẽ tái tạo kết quả của các lý thuyết cũ hơn, được thiết lập tốt, trong các lĩnh vực mà các lý thuyết cũ hoạt động. Lý thuyết cũ trở thành một xấp xỉ với lý thuyết mới.
Một số vấn đề trong vật lý quá phức tạp để giải quyết bằng phân tích trực tiếp, hoặc tiến trình có thể bị hạn chế bởi các công cụ phân tích có sẵn. Do đó, ngay cả khi đã biết đại diện chính xác, một phép tính gần đúng có thể mang lại một giải pháp đủ chính xác trong khi giảm đáng kể độ phức tạp của vấn đề. Các nhà vật lý thường ước tính hình dạng của Trái đất như một hình cầu mặc dù có thể biểu diễn chính xác hơn, bởi vì nhiều đặc điểm vật lý (ví dụ: trọng lực) dễ tính toán hơn cho một hình cầu so với các hình dạng khác.
Xấp xỉ cũng được sử dụng để phân tích chuyển động của một số hành tinh quay quanh một ngôi sao. Điều này là vô cùng khó khăn do các tương tác phức tạp của các hiệu ứng hấp dẫn của các hành tinh đối với nhau. Một giải pháp gần đúng được thực hiện bằng cách thực hiện các lần lặp. Trong lần lặp đầu tiên, các tương tác hấp dẫn của các hành tinh bị bỏ qua và ngôi sao được coi là cố định. Nếu muốn có giải pháp chính xác hơn, thì một lần lặp khác sẽ được thực hiện, sử dụng vị trí và chuyển động của các hành tinh như được xác định trong lần lặp đầu tiên, nhưng thêm một tương tác trọng lực bậc nhất từ mỗi hành tinh lên các hành tinh khác. Quá trình này có thể được lặp lại cho đến khi thu được một giải pháp chính xác thỏa đáng.
Việc sử dụng nhiễu loạn để sửa lỗi có thể mang lại giải pháp chính xác hơn. Mô phỏng chuyển động của các hành tinh và ngôi sao cũng mang lại giải pháp chính xác hơn.
Các phiên bản phổ biến nhất của triết học khoa học chấp nhận rằng các phép đo theo kinh nghiệm luôn là xấp xỉ- chúng không thể hiện chính xác những gì đang được đo đạc.
Thuộc tính chịu lỗi của một số ứng dụng (ví dụ: ứng dụng đồ họa) cho phép sử dụng xấp xỉ (ví dụ: hạ thấp độ chính xác của tính toán số) để cải thiện hiệu suất và hiệu quả năng lượng. Cách tiếp cận này bằng cách sử dụng xấp xỉ có chủ ý, có kiểm soát để đạt được các tối ưu hóa khác nhau được gọi là tính toán gần đúng.